# Lubiszewo (Papiernia)
Lubiszewo (kaszb. Lubiszwò) – część wsi Papiernia w Polsce położona w województwie pomorskim, w powiecie kościerskim, w gminie Lipusz, nad jeziorem Lubiszewskim. Wchodzi w skład sołectwa Lipusz.
W latach 1975–1998 Lubiszewo administracyjnie należało do województwa gdańskiego.